# بخش باجگیران
بخش باجگیران یکی از بخش‌های شهرستان قوچان در استان خراسان رضوی ایران است.

## تقسیمات کشوری
- بخش باجگیران
  - دهستان دولتخانه

شهر باجگیران

## جمعیت
بنابر سرشماری مرکز آمار ایران، جمعیت بخش باجگیران شهرستان قوچان در سال ۱۳۸۵ برابر با ۱۰۴۵۰ نفر بوده است.